# Ан-34
Ан-34 — советский военно-транспортный самолёт, разработанный в ОКБ имени О. К. Антонова. Предназначен для перевозки грузов, солдат или десантников, а также для перевозки раненых. Может использоваться в качестве вспомогательного бомбардировщика.

## История создания и развития
В 1961 году один самолёт Ан-24 был переоборудован в транспортный. Пассажирский салон был переделан в грузовую кабину, пол усилили с помощью фанеры. В правом борту добавили грузовую дверь. Первый полёт самолёт совершил 4 сентября 1961 года, за штурвалом находились лётчики-испытатели Ю. В. Курлин и А. М. Цыганков. В июле 1962 года самолёт был представлен на Государственные испытания, которые выявили ряд недостатков. В феврале 1965 года был переоборудован второй Ан-24. Теперь уже с металлическим полом в грузовой кабине, люком в хвостовой части фюзеляжа. Для лучшей погрузки/выгрузки самолёт оснастили погрузочным устройством на потолке. Вдоль бортов установили откидные сиденья для десантников. Также самолёт имел увеличенный запас топлива.
Ведущим конструктором по самолёту был назначен Сумцов, Виктор Алексеевич. Новый самолёт получил название Ан-34 (Ан-24Т). С 16 июня по 10 ноября 1965 года проводились Государственные испытания. Серийное производство было организовано на Иркутском авиазаводе. Производство самолёта продолжалось до 1971 года. С 1965-го по 1971 год было выпущено 226 машин, из них 62 в модификации Ан-24РТ.

## Аэродинамическая схема
- Двухмоторный турбовинтовой высокоплан с прямым крылом и однокилевым оперением.

## Техническое описание
Фюзеляж типа полумонокок. Силовая конструкция состоит из набора стрингеров и балок. Вместо клёпки применены клеесварные соединения. Сечение фюзеляжа образовано двумя дугами разного диаметра. В носовой части фюзеляжа расположена кабина экипажа. За ней размещена грузовая кабина. В хвостовой части имеется грузовой люк размером 1400×2720 мм.
Крыло — трапециевидной формы в плане, кессонного типа, большого удлинения. Крыло состоит из двух лонжеронов. На центроплане располагается два отклоняющихся однощелевых закрылка, а на консолях — два два выдвижных двухщелевых закрылка. Также на консолях размещены два разрезных элерона. Хвостовое оперение — традиционное, дополненное подфюзеляжным килем.
Шасси самолёта — трёхопорное: две главных опоры и одна передняя. Двойные колёса на каждой стойке. Давление внутри пневматиков регулируется в полёте и на земле.
Силовая установка состоит из двух турбовинтовых двигателей АИ-24Т с четырёхлопастными воздушными винтами АВ-72Т и агрегата автономного запуска ТГ-16. Диаметр винтов 3,9 м. Мощность каждого двигателя на взлётном режиме — 2550 л. с. Топливо размещается в четырёх мягких баках в центроплане.

## Технические характеристики
Источник данных: 

Технические характеристики
- Экипаж: 4 человека
- Пассажировместимость: 37 солдат, или 33 десантника, или 24 раненых на носилках.
- Грузоподъёмность: 5000 кг
- Длина: 23,53 м
- Размах крыла: 29,20 м
- Высота: 8,32 м
- Площадь крыла: 74,98 м²
- Масса пустого: 14 490 кг
- Нормальная взлётная масса: 20 000 кг
- Максимальная взлётная масса: 21 000 кг
- Масса топлива во внутренних баках: 4790 кг
- Силовая установка: 2 × ТВД АИ-24Т
- Мощность двигателей: 2 × 2550 (2 × 1876)
- Воздушный винт: АВ-72Т
- Диаметр винта: 3,9 м

Лётные характеристики
- Максимальная скорость: 540 км/ч
- Крейсерская скорость: 450 км/ч
- Практическая дальность: 620 км
- Перегоночная дальность: 1890 км
- Практический потолок: 8000 м
- Длина разбега: 640 м
- Длина пробега: 610 м

Вооружение
- Точки подвески: 4 балочных держателя БДЗ-34
- Бомбы: калибром до 500 кг

## Модификации
| Название модели | Краткие характеристики, отличия. |
| --------------- | --- |
| Ан-24 «Троянда» | Летающая лаборатория для отработки оборудования для поиска подводных лодок. В 1968 году переоборудован 1 Ан-24Т.                       |
| Ан-24РТ         | Военно-транспортный самолёт с дополнительным двигателем РУ-19А-300. В 1969-1971 годах на Иркутском авиазаводе изготовлено 62 самолёта. |

## Аварии и катастрофы
- 16 мая 1972 года Ан-24Т ВМС Балтийского флота упал на здание детского сада в Светлогорске. Трагедия унесла жизни 34 человек: погиб экипаж самолёта (8 человек) и 26 человек на земле (из них 23 ребёнка)[2][3].
- 19 апреля 1977 года Ан-24Т при заходе на посадку на аэродром Тапа зацепил трубу спиртзавода и упал в поле. Погиб 21 человек.
- 12 мая 1982 года Ан-24Т Балашовского ВВАУЛ во время тренировочного полёта с целью обучения курсанта вошёл в срывной режим, накренился, потерял управление и упал в перевернутом положении в створе ВПП. После столкновения с землёй самолёт сгорел. Весь экипаж и курсант погибли (5 человек).